# Црна река (Лењинградска област)
Црна река (рус. Чёрная река; фин. Ohtajoki) река је на северозападу европског дела Руске Федерације која протиче преко територија Всеволошког рејона и делова града Санкт Петербурга, на северозападу Лењинградске области. Део је басена Балтичког мора са којим је повезана преко Сестроречког језера.
Црна река настаје спајањем неколико мањих поточића у јужним деловима Лемболовског побрђа, на подручју Карелијске превлаке, нешто јужније од горњег дела тока реке Охте (притоке Неве).
Укупна дужина водотока је 35 километара, површина сливног подручја око 126 км², док је просечан проток у зони ушћа свега 1 м³/с. Њен ток је преграђен са неколико мањих брана, што је резултирало настанком мањих вештачких акумулација које се углавном користе у рекреативне сврхе.
Све до краја 2012. године Црна река је кориштена као колектор отпадних вода прехрамбене индустрије из оближњег града Сертолова.